# Millaroso
Millaroso (oficialmente y en gallego: Millarouso) es un lugar situado en la parroquia de Millarouso e Santurxo, del municipio de El Barco de Valdeorras, en la provincia de Orense, Galicia, España.